# Impuesto de suma fija
Un impuesto de suma fija es un impuesto que es una cantidad fija, sin importar el cambio en las circunstancias de la entidad gravada. (Una subvención de suma fija o de una sola redistribución se define de manera similar.)
Es uno de los varios modos utilizados para la imposición: los ingresos, las cosas poseídas (impuestos a la propiedad), el dinero gastado (impuestos a las ventas), varios (impuestos especiales). Se trata de un impuesto regresivo, de manera que cuanto menor sea el ingreso, mayor es el porcentaje de la renta aplicable a dicho impuesto. Un ejemplo es un Impuesto per cápita por no votar, lo que no cambia, no importa el ingreso del votante. Otros ejemplos incluyen los impuestos relacionados con la propiedad personal sobre los automóviles o equipos de negocios, independientemente de los ingresos o capacidad de pago. Impuestos sobre bienes raíces que se perciban en una por lote o por unidad son otro ejemplo, algunas cuotas de condominio pueden ser considerados como teniendo la mayoría de las características de un impuesto de suma fija (aparte de ser evitables, al no tener una propiedad en un condominio)
En la teoría económica, un impuesto de suma fija puede tener la ventaja de no contribuir a un exceso de carga de los impuestos, una pérdida de eficiencia económica que se deriva de los impuestos reduciendo los incentivos para la producción. En la práctica, los impuestos de suma fija se encuentran a menudo, a pesar de su conflicto con otros criterios, como el patrimonio neto o capacidad de pago. Un impuesto global sigue siendo un estándar para medir el rendimiento de otros tipos imperfectos de impuestos.